# 罗斯·金
罗斯·金（英語：Ross King，1962年7月16日—）是一位加拿大作家，
1990年代，他创作了两本历史小说，后来转向非虚构作品，出版了一些广受好评、又很畅销的历史作品。
2000年，罗斯·金出版了《布鲁内莱斯基的穹顶-圣母百花大教堂的传奇》，描述的是意大利建筑师菲利波·布鲁内莱斯基如何设计有史以来最大的砖石穹顶：圣母百花大教堂的穹顶（于1436年完成）。这本书标志着罗斯·金从小说家过渡到艺术史和传记作家。
2002年，罗斯·金又出版了《米开朗琪罗与教皇的天花板》，讲到米开朗琪罗在16世纪初罗马的政治和宗教阴谋环境中，在西斯汀小堂画天花板的四年。
金的下一本书《巴黎的判断：给世界印象主义的革命十年》（2006年）受到许多赞誉，也获得相当大的商业成功。这本书通过对比两位法国画家欧内斯特·梅索尼埃和愛德華·馬奈的作品和生活，记录了印象派画家戏剧性地改变了十九世纪末和二十世纪初的艺术视野。罗斯·金因该书获得加拿大2006年总督奖。
他经常在欧洲和北美讲课，还曾在佛罗伦萨圣母百花大教堂和罗马的西斯汀小堂做过向导。
罗斯·金和他的妻子住在英格兰牛津郡的伍德斯托克。

## 著作
- 《多米诺》（Domino，1995年）
- 《藏书票》（Ex-Libris，1998年）
- 《布鲁内莱斯基的穹顶-圣母百花大教堂的传奇》（Brunelleschi's Dome: The Story of the Great Cathedral in Florence，2000年）
- 《米开朗琪罗与教皇的天花板》（Michelangelo and the Pope's Ceiling，2002年）
- 《印象巴黎：印象派的诞生及其对世界的革命性影响》（The Judgment of Paris: The Revolutionary Decade That Gave the World Impressionism，2006年）
- 《马基雅维利：权力的哲学家》（Machiavelli: Philosopher of Power，2007年）
- 《叛逆精神：七人画派的现代主义革命》（Defiant Spirits: The Modernist Revolution of the Group of Seven，2010年）
- 《列奥纳多和最后的晚餐》（Leonardo and the Last Supper，2011年)
- 《疯狂的魔咒：克劳德·莫奈与睡莲绘画》（Mad Enchantment: Claude Monet and the Painting of the Water Lilies，2016年）

## 外部連結
- Ross King （页面存档备份，存于） –罗斯·金的官網